# Menippe mercenaria
Cua đá Florida (Danh pháp khoa học: Menippe mercenaria) là một loài cua đá trong họ Menippidae phân bố ở Tây Bắc Đại Tây Dương, từ bang Connecticut (Hoa Kỳ) tới Belize, kể cả bang Texas, vịnh Mexico, Cuba, Bahamas, và bờ biển phía Đông Hoa Kỳ, chúng cũng được tìm thấy ở các vùng đồng lầy nước lợ ở bang Nam Carolina và bang Georgia. Đây là loài cua có giá trị kinh tế ở Mỹ.

## Đặc điểm
Loại cua này có vỏ đầu ngực gần giống hình elip ngang. Mặt lưng của vỏ cua hơi lồi nhưng láng phẳng, khó xác định các vùng. Cua sống có những vệt màu xanh da trời nhạt hơi lục, pha trộn với những vết loang màu đỏ tía. Các ngón chân kìm màu sậm.

## Khai thác
Người ta dễ tìm cua hơn trong thời tiết xấu, ngư dân khai thác cua đá bán được 18 đô một pound cho cái càng jumbo, 12 đô cho cái càng lớn và 7 đến 8 đô cho cái càng trung bình, tổng sản lượng lên đến khoảng 2 triệu pound và một mùa tốt sẽ có sản lượng 3 triệu pound. Hiện nay thủy triều đỏ lởn vởn và một loài động vật sống bám tai hại có tên hematodinium gây trở ngại cho mùa cua đá, số lượng bạch tuộc quá nhiều, loài này ăn cua đá, cũng làm cho sản lượng loài cua giảm.